# Acanthermia atomosa
Acanthermia atomosa är en fjärilsart som beskrevs av William Schaus 1911. Acanthermia atomosa ingår i släktet Acanthermia och familjen nattflyn. Inga underarter finns listade i Catalogue of Life.